# Estoria de España
La Estoria de España (Histoire d'Espagne) est le nom d'une compilation historiographique entreprise par le roi Alphonse X le Sage de Castille à la fin du XIIIe siècle, en même temps que la General estoria. L'œuvre se proposait de relater l'ensemble des évènements de l'histoire d'Espagne depuis les origines jusqu'au règne d'Alphonse X. Il s'agit d'une compilation d'une importance littéraire et politique capitale, vouée à connaître un succès d'une ampleur considérable durant tout le Moyen Âge ibérique.

## Une œuvre au service de l'idéologie politique

### Le programme historiographique d'Alphonse X
Cette œuvre monumentale s'inscrit dans le programme de production de savoirs engagé par le monarque dès son accession au trône. Alphonse le Sage, roi érudit, définit une idéologie de gouvernement nettement orientée par la vision corporatiste du royaume inspirée du Policraticus de Jean de Salisbury : le royaume est un corps, le roi en est la tête et le cœur, le peuple les membres. Conscient de la difficulté de mettre en pratique ces préceptes inspirés des idées alors en vogue dans les milieux politiques de l'Occident chrétien, le roi se propose de développer toute une panoplie d'ouvrages scientifiques, littéraires, artistiques et historiographiques destinés à instiller sa pensée politique mise au point dans les divers recueils juridiques qu'il fait rédiger, notamment l'Espéculo et les Siete Partidas.
L'histoire s'inscrit dans ce processus. Largement répandue dans la péninsule Ibérique depuis le Xe siècle, l'historiographie officielle castillane a retrouvé une vigueur nouvelle dans la première moitié du XIIIe siècle, avec les compilations latines (Chronicon mundi) de Luc de Tuy, évêque de Tui dans le royaume de León, et de Rodrigo Jiménez de Rada, archevêque de Tolède (auteur du De rebus Hispaniae). Ces deux ecclésiastiques avaient été chargés, par Bérengère de Castille et Ferdinand III (son fils, 1217-1252) respectivement, de compiler une histoire de l'Espagne depuis les origines. Il s'agissait déjà là d'une initiative à forte valeur politique.
L'histoire possède en effet un intérêt particulier en raison de ses vertus. Elle possède d'une part une dimension nationale et sociale en participant à la construction d'un passé commun permettant à la nation (au sens médiéval du terme) de se bâtir une identité, et à l'individu de trouver sa place dans ce groupe. D'autre part, l'histoire offre son potentiel moralisateur au monarque et à ses desseins. En fournissant des modèles - positifs ou négatifs - tirés d'un passé exemplaire, la monarchie peut éduquer ses sujets (du moins, ceux qui ont accès aux ouvrages). Ces derniers s'inspireront ou rejetteront les comportements relatés dans le récit historiographique, que l'écrit pare d'un statut d'autorité difficilement discutable au Moyen Âge. Ainsi, dans la Estoria de España, les évènements de l'histoire nationale sont relatés d'une manière telle à pouvoir inspirer aux récepteurs de l'œuvre des comportements recherchés par la monarchie. C'est notamment le cas pour la noblesse que le pouvoir royal souhaite dominer et détourner de ses traditionnelles attitudes rebelles. Le récit de la chute des Wisigoths, par exemple, est l'occasion de dénoncer tout le mal que les luttes internes - contraires à l'intérêt du royaume - ont pu engendrer pour l'Espagne. Par ailleurs, cette histoire d'Espagne rédigée à la cour castillane entend aussi servir de support à une idéologie, appelée le néogothicisme, laquelle repose sur l'idée que le royaume de León et celui de Castille sont les dépositaires de l'autorité des rois wisigoths, chassés par la conquête musulmane. En revendiquant l'héritage des goths, qui étaient parvenus à instaurer l'unité politique et religieuse de toute la péninsule, les castillans prétendent imposer leur hégémonie aux différents royaumes péninsulaires : l'Aragon, la Navarre, le Portugal et bien sûr les territoires musulmans.

### Le castillan, langue de l'histoire
La grande originalité de la Estoria de España par rapport à ses antécédents, est d'être entièrement rédigée en castillan. Jusqu'alors, les textes étaient composés en latin. Si, déjà sous Ferdinand III, le castillan avait commencé à être utilisé à la cour (une traduction du Libro Juzgo, recueil législatif hérité des Wisigoths et en usage dans une grande partie du royaume, avait déjà été menée à bien par la chancellerie de Ferdinand III), son usage se systématise sous Alphonse X, qui peut ainsi prétendre à une diffusion accrue de ses œuvres, en dehors des cercles lettrés de la cour, des monastères ou des cathédrales. Les manuscrits circulent ainsi davantage. Mais, certains chercheurs estiment que l'adoption du castillan répond également à des exigences politiques pan-ibériques, dans le droit chemin du néogothicisme. En écrivant une histoire d'Espagne dans sa langue vernaculaire, la Castille se placerait en position prééminente dans l'ordre politique et moral de la péninsule.
Quoi qu'il en soit, l'adoption du castillan donne lieu à un véritable processus de création littéraire. Le support historiographique devient le théâtre d'une grande effusion littéraire : les récits historiques se succèdent sous différents registres et formes : poésie, épopée, légende… Sous Alphonse X, (pas uniquement dans la Estoria de España) la langue, encore jeune et jusque-là moins créatrice d'œuvres littéraires que le français, s'affine, s'embellit et donne au romance ses premières véritables lettres de noblesse.

## Histoire de laEstoria de España

### Le processus de compilation
La compilation de la Estoria de España est entamée à partir de 1270. Au préalable, les ateliers royaux ont procédé à la traduction de nombreuses œuvres historiographiques antérieures. L'objectif : narrer l'histoire de l'Espagne, de tous ses peuples et de tous ses royaumes, depuis les origines jusqu'à l'époque contemporaine d'Alphonse X (romains, wisigoths…). Vaste entreprise qui nécessite la mobilisation de nombreux collaborateurs à la cour. Traducteurs, compilateurs, assembleurs, copistes travaillaient sous la direction de maîtres qui s'assuraient de la bonne marche des travaux, selon les désirs du roi. Ce dernier n'intervenait pas matériellement dans la compilation ; il définissait le contenu et contrôlait régulièrement l'avancée de l'ouvrage. Les ateliers (dont tous les membres sont restés anonymes) étaient constitués en équipes. Celles-ci étaient responsable de segments plus ou moins vastes de l'œuvre, et la copie n'était autorisée par le roi que si celui-ci jugeait satisfaisante la version. La difficulté principale venait en effet de l'ajustement du contenu historiographique aux exigences idéologiques. Après de longues années de traduction (les sources principales étant les chroniques de Rodrigo Jiménez de Rada et de Luc de Tuy), les opérations compilatoires peuvent commencer : confrontation des sources, choix de ces dernières pour chaque évènement, agencement, découpage en chapitres, rédaction …

### Les versions
Un archétype de l'œuvre est suffisamment avancé en 1271 pour qu'Alphonse le Sage ordonne la copie d'une première version, appelée Version Primitive ou Version Royale, qui se conclut sur l'histoire du règne de Ferdinand Ier de Castille (1033-1065). La suite n'en était qu'à l'état de brouillons plus ou moins élaborés, jusqu'à la relation du règne d'Alphonse VII. Las, dès 1272, éclate une très grave crise politique en gestation depuis plusieurs mois. Menée par la haute noblesse castillane, hostile aux réformes très royalistes d'Alphonse X et à sa course dispendieuse au trône impérial, la révolte contraint Alphonse X à s'écarter de ses activités scientifiques. L'activité des ateliers s'en ressent, mais certains officiers procèdent à l'élaboration d'une deuxième version, hors de la supervision du roi en 1274, c'est la Version Concise ou Version Vulgaire. Malheureusement pour Alphonse X, les années suivantes ne sont guère plus réjouissantes : invasions maghrébines, révoltes, problèmes de succession liés à la mort prématurée de l'héritier Ferdinand de la Cerda… Le roi abandonne son projet pour ne le reprendre qu'à partir de 1282, lors de sa période sévillane. Ayant beaucoup appris des tragiques évènements des dernières années, Alphonse X renie la Version Primitive de 1271, et s'attelle à la rédaction d'une nouvelle version, plus prompte à refléter sa nouvelle idéologie politique inspirés de ces expériences récentes face à la noblesse et à son propre fils Sanche. Cette version sera la dernière de son vivant, la Version Critique, qui, comme la primitive (et même la vulgaire), restera inachevée à la mort du monarque en 1284 à Séville. Les difficultés externes (contexte historique) et internes (difficulté d'agencement et d'adaptation histoire/idéologie) à l'œuvre auront eu raison de ce grand projet.

### LaEstoria de Españaaprès Alphonse X
Les trois versions rédigées du vivant du roi connaîtront étrangement un succès retentissant après la mort de celui-ci. Il faudra néanmoins attendre le XIVe siècle pour que don Juan Manuel, son brillant et ambitieux neveu, reconnaisse émerveillé l'extraordinaire qualité et quantité du travail de son oncle. Quoi qu'il en soit, déjà avant 1284, les deux versions officielles et la version vulgaire donnent naissance à une véritable tradition textuelle : des dizaines de copies et dérivations sont rédigées, recopiées, retravaillées, et débouchent parfois sur de véritables nouvelles versions, pas toujours fidèles au dessein original. Certaines dérivations parviennent toutefois à achever le récit, en narrant les évènements de l'histoire d'Espagne jusqu'à la mort de Ferdinand III. Son propre fils, Sanche IV, reprend le flambeau en 1289. Cette reprise de l'activité historiographique entraîne la création de la Version Amplifiée de 1289, composée dans les ateliers royaux à partir de brouillons et de documents de l'époque de son père.

### LaPrimera Crónica General de España
En 1906, le philologue Ramón Menéndez Pidal, publie deux manuscrits (le second poursuivant le récit du premier, qui s'achève sur le récit de l'invasion maure) conservés à la Bibliothèque du monastère royal de San Lorenzo del Escorial qu'il croyait être les originaux de l'époque d'Alphonse X. Il intitule cet ensemble Primera Crónica General de España - Estoria de España que mandó componer Alfonso el Sabio y se continuaba bajo Sancho IV en 1289 (Première Chronique générale d'Espagne - Histoire d'Espagne que fit composer Alphonse le Sage et qui fut continuée sous Sanche IV en 1289). La critique postérieure - emmenée notamment par Diego Catalán - a démontré que seul le premier manuscrit et le début du second étaient effectivement dus aux ateliers d'Alphonse X. Le reste étant un assemblage de manuscrits d'origines diverses, datés de la fin du XIIIe siècle et surtout de la première moitié du XIVe siècle. Ces documents ont sans doute été rassemblés par le chancelier Fernán Sánchez de Valladolid, vers la fin du règne d'Alphonse XI.

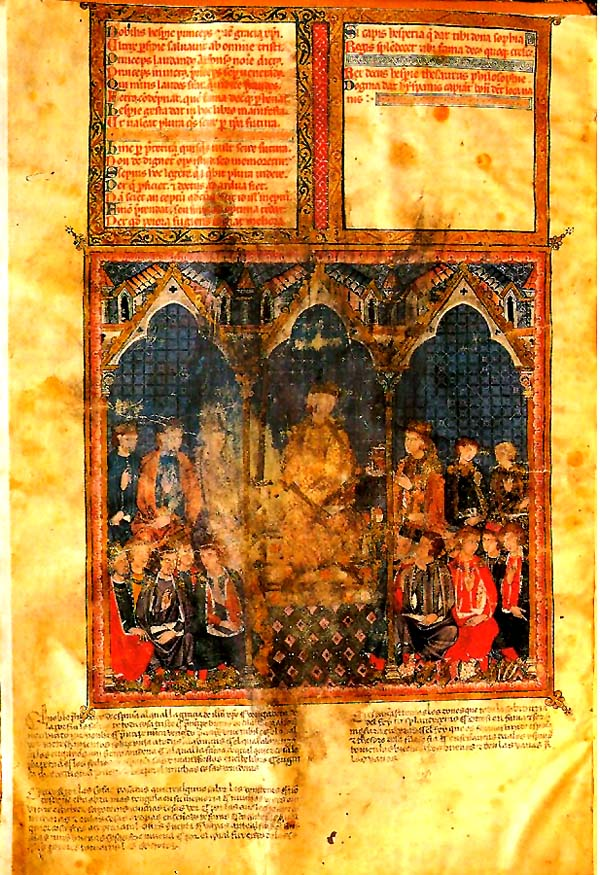
Feuillet d'un manuscrit de la Estoria de España : la miniature représente au centre le roi Alphonse X de Castille.

## Structure et contenu
La Estoria de España n'a jamais été achevée sous le règne d'Alphonse le Sage. Le très grand nombre de versions, manuscrits, copies… donne un sentiment de confusion certain pour le non-spécialiste. L'édition de Ramón Menéndez Pidal, bien qu'elle ne présente pas l'état d'avancée maximal des travaux sous Alphonse X, a l'avantage de fournir un récit linéaire offrant au lecteur une narration complète de l'histoire d'Espagne depuis les origines jusqu'à la mort de Ferdinand III de Castille, tel que l'aurait souhaité Alphonse X (dans le contenu historiographique, tout du moins).
La Estoria de España se divise en quatre grandes parties (les numéros des chapitres sont ceux de l'édition de Menéndez Pidal, qui suit le manuscrit assemblé au XIVe siècle) :
- Prologue d'Alphonse X, écrit à la première personne
- Première partie : Histoire primitive et romaine (chapitres 1 à 364) :

Histoire primitive de l'Espagne et de l'époque des consuls romains (1-116)
Époque de César (117-121)
Époque de la Rome impériale (122-364)
- Deuxième partie : Histoire wisigothique (chapitres 365 à 565) :

Rois Barbares et premiers rois wisigoths jusqu'à Euric (365-429)
Derniers rois wisigoths (430-565)
- Troisième partie : Histoire astur-léonaise (chapitres 566 à 801) :

Rois astur-léonais (566-677)
Rois léonais (678-801)
- Quatrième partie : Histoire castillano-léonaise (chapitres 802 à 1135)